# Yasemin Yazıcı
Yasemin Yazıcı (Istanbul, 8 settembre 1997) è un'attrice turca.

## Biografia
Nata nel 1997 a Istanbul (Turchia), Yasemin Yazıcı dal 2015 al 2018 ha studiato antropologia sociale presso la London School of Economics and Political Science a Londra. Successivamente si è formata in danza e canto e ha studiato dizione e recitazione presso le scuole Dialog e Pera Fine Arts. Ha continuato la sua formazione di recitazione presso la London Academy of Music and Dramatic Art.
Ha iniziato a recitare in diversi spettacoli teatrali, tra cui Kral Oidipus, Antigone, Bir Yaz Gecesi Rüyası, Lysistrata, Faust, Hugo Sistemi e Ayrılma. Nel 2021 ha fatto la sua prima apparizione sul piccolo schermo con il ruolo di Naz Yaman nella serie Son Yaz. Per quest'ultima serie ha ricevuto il premio Moon Life Award come Miglior attrice non protagonista. Nel 2022 ha dato vita al personaggio di Esra nella serie Kara Tahta. Nello stesso anno ha ricoperto il ruolo di Meltem nel film di Netflix Tattiche d'amore (Aşk Taktikleri) diretto da Emre Kabakuşak.
Nel 2023 e nel 2024 ha fatto parte del cast della serie Yeşil Deniz: Milenyum, nel ruolo di Gümüş. Nel 2024 ha interpretato il ruolo di Esma nella serie Hudutsuz Sevda e quello di Sanem nel film Sevmek Yüzünden diretto da Ahmet Kapucu. Nel 2025 ha ricoperto il ruolo di Sabriye nel film Ulug Amir va Donna Mariya diretto da Yalkin Tuychiev e ha recitato nel cortometraggio JO! diretto da Gözde Karaoglan.

## Vita privata
Dal 2022 è legata sentimentalmente all'attore Onur Tuna.

## Filmografia

### Cinema
- Tattiche d'amore (Aşk Taktikleri), regia di Emre Kabakuşak (2022)
- Sevmek Yüzünden, regia di Ahmet Kapucu (2024)
- Ulug Amir va Donna Mariya, regia di Yalkin Tuychiev (2025)

### Televisione
- Son Yaz – serie TV, 26 episodi (Fox, 2021)
- Kara Tahta – serie TV, 20 episodi (TRT 1, 2022)
- Yeşil Deniz: Milenyum – serie TV, 8 episodi (tabii, 2023-2024)
- Hudutsuz Sevda – serie TV, 8 episodi (Now, 2024)

### Cortometraggi
- JO!, regia di Gözde Karaoglan (2025)

## Teatro
- Kral Oidipus (2017)
- Antigone (2017)
- Bir Yaz Gecesi Rüyası (2018)
- Lysistrata (2018)
- Faust (2018)
- Hugo Sistemi (2019)
- Ayrılma (2020)

## Doppiatrici italiane
Nelle versioni in italiano dei suoi film e delle sue serie TV, Yasemin Yazıcı è stata doppiata da:
- Margherita De Risi[25] in Tattiche d'amore[26]

## Riconoscimenti
- Moon Life Award
  - 2021: Vincitrice come Miglior attrice non protagonista per la serie Son Yaz[13]